# Labarum

Labarum, tetején Jézus Krisztus monogramja, amely a 4. századtól a római hadsereg legyőzhetetlenségét, a birodalom erejét, az isteni támogatást élvező császári hatalmat hirdette

A labarum római hadijelvény volt, ami egy kereszt vagy "T" alakban végződő hosszú rúd volt, amelyre a jelvényt vagy a zászlót  függesztették . Ennek az az üzenete volt, a társcsászárok küzdelmében "Róma nem harcol Róma ellen", az azonos jelvények alatt harcoló légiók ne fogjanak egymásra fegyvert. Euszébiosz följegyzései szerint Nagy Konstantin a Milvius-hídi csata előtt 312. október 27-én, a napkorong fölött egy fénylő kereszt jelét látta, görög nyelvű „ἐν τούτῳ νίκα” (latinul „In hoc signo vincis”, magyarul „E jelben győzz!”) felirattal. Lactantius a "keresztény Cicero" ezt az eseményt így írja le: "teljesítette a parancsot és Krisztus jelét a pajzsokra íratta: egy X betűt áthúzva egy I betűvel, melynek felső része meg van hajlítva" A császár a keresztény Isten jelképével indult a csatába és a megjelenő vízió jóslata valóra is vált, hiszen a császár diadalmaskodott háromszoros túlerőben lévő riválisa, Maxentius felett. A látomás hatására pedig véget vetett a keresztények üldözésének, megtért, és maga is elősegítette az új keresztény vallás térhódítását a Római Birodalomban.
Labarumnak nevezik a Csíksomlyói Kegytemplom értékes tárgyai közé tartozó a főoltár bal oldalán található kegytárgyat is.

## Jelentése, eredete
Labarus-labarum (hadi zászló) latin eredetű szó, a római császárok bíborból készült, arany szegélyű zászlója. Nagy Konstantin (I. Constantinus római császár) hadizászlója, melyet Krisztus nevének monogramja díszített. Az idegen szavak szótára szerint a labarum Jézus Krisztus monogramja, a görög ΧΡΙΣΤΟΣ első két betűje.

## Története

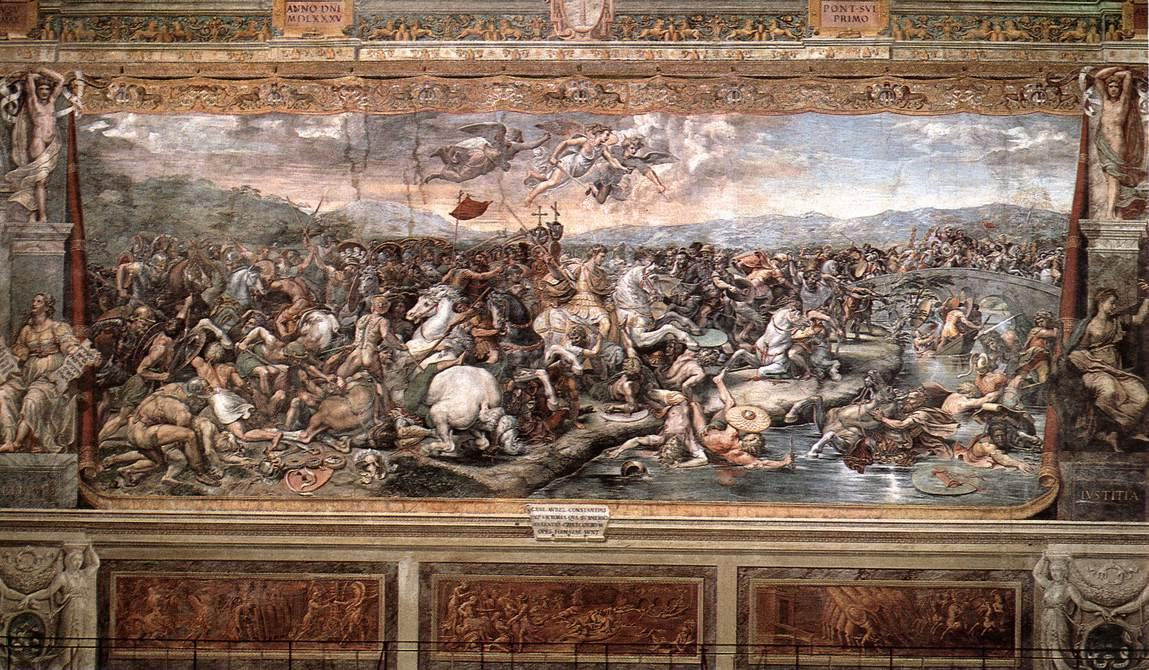
Raffaello Sanzio: A Milvius-hídi csata, Vatikán

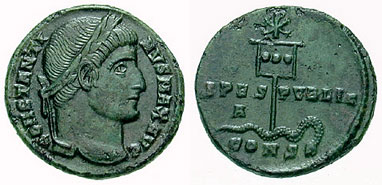
Nagy Konstantin érméje egyik oldalán a labarumábrázolással

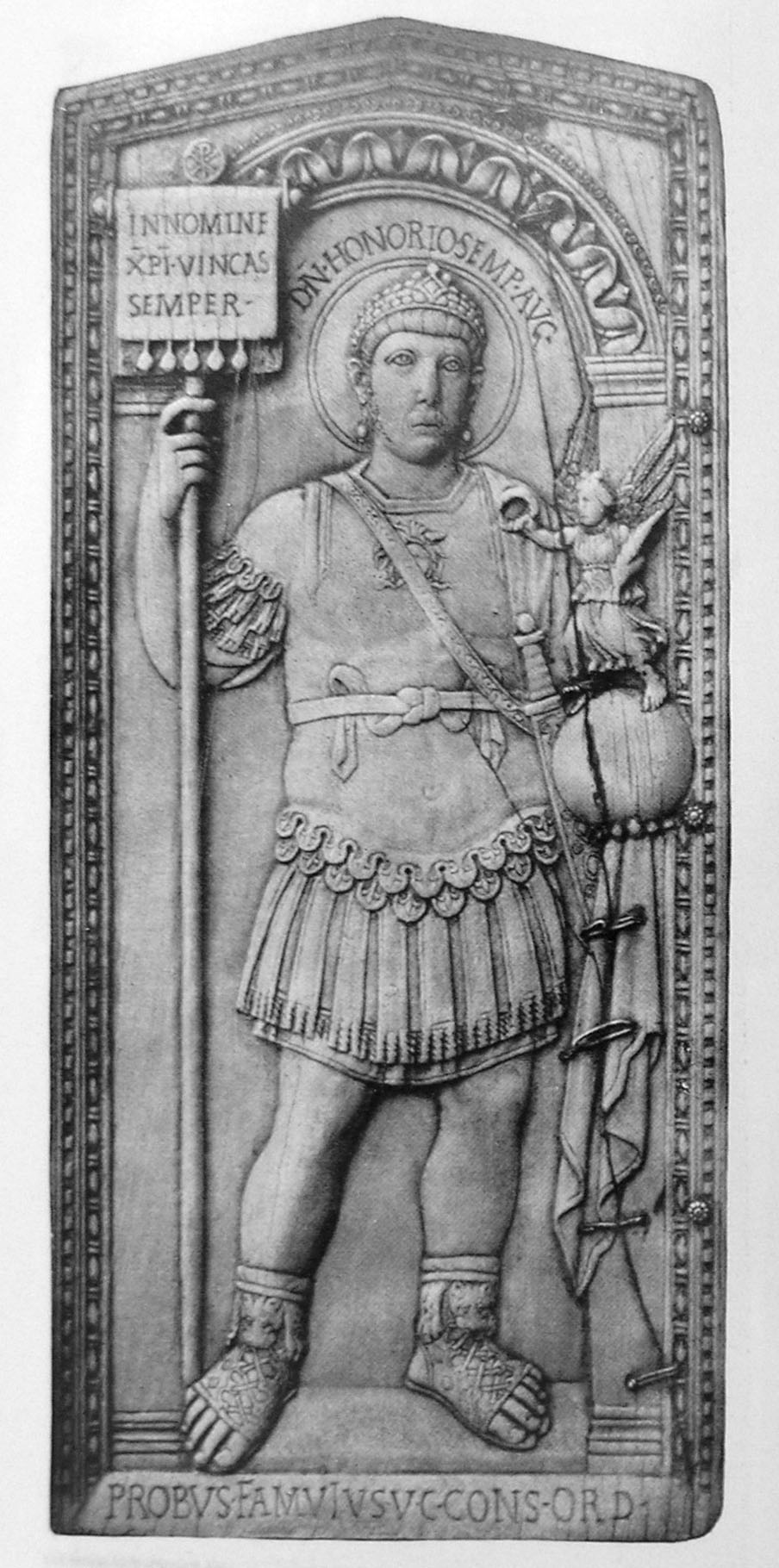
Honorius római császár labaruma (406)

A labarum a rómaiak hadi jelvénye, egy dárdanyelet keresztező rúdon függő, négyzet alakú kis lobogó volt.
A római hadizászlóról korabeli érmék tanúskodnak. A labarum csúcsára, a római sas helyére aranykoszorúba foglalt, drágaköves Krisztus-monogramot helyeztek, a bíborszínű bársony lobogóra a császár és két fia mellképe, valamint a látomás felirata került.
A hadizászló a birodalom Nyugati részének császári, 324-től az egész Római Birodalom birodalmi zászlója lett, melyet 50 katonából álló díszőrség kísért.
A labarumot a konstantinápolyi császári palotában őrizték. 314-től a konstantini pénzeken, szarkofágokon is megjelent. Változatait a bíborszövet felirata szerint különböztették meg: „in hoc vinces”, „e jelben győzni fogsz”, valamint „in nomine Christi vincas semper”, „Krisztus nevében győzzél mindig”.

## A pünkösdi búcsú jelképe
A csíksomlyói kegytemplom egyik kultikus tárgya, a labarum, a  pünkösdi búcsú fő szimbóluma 30 kg súlyú, díszes kelmével bevont, méhkas alakú jelvény. A nép nyelvén ismert labóriumot a körmenetet vezető papság előtt viszi a csíkszeredai Római Katolikus Gimnázium legjobb végzős diákja. A korabeli dokumentumokban följegyezték azon  zászlóvivő (laborifer) nevét, aki a többórás körmeneten minden segítség nélkül vitte az egykori hadizászlót.
A Csíksomlyón található labarumot a ferences hagyomány szerint az 1567-es hargitai csata győzelmének emlékére készítették. A Csíksomlyói Római Katolikus Gimnázium 1730-ban alakult Mária Társulatának diákjai ezen zászló alatt vonultak az oratoriumból a templomig.